# Lietavský hrad
Lietavský hrad (starší názvy Litova, Letava, Lethawa, Zsolnalitva) se nachází na Slovensku v Žilinské kotlině na strmém hřebínku mezi obcemi Lietava a Lietavská Svinná v nadmořské výšce 635 metrů. V současnosti jde o rozsáhlou zříceninu.

## Historie

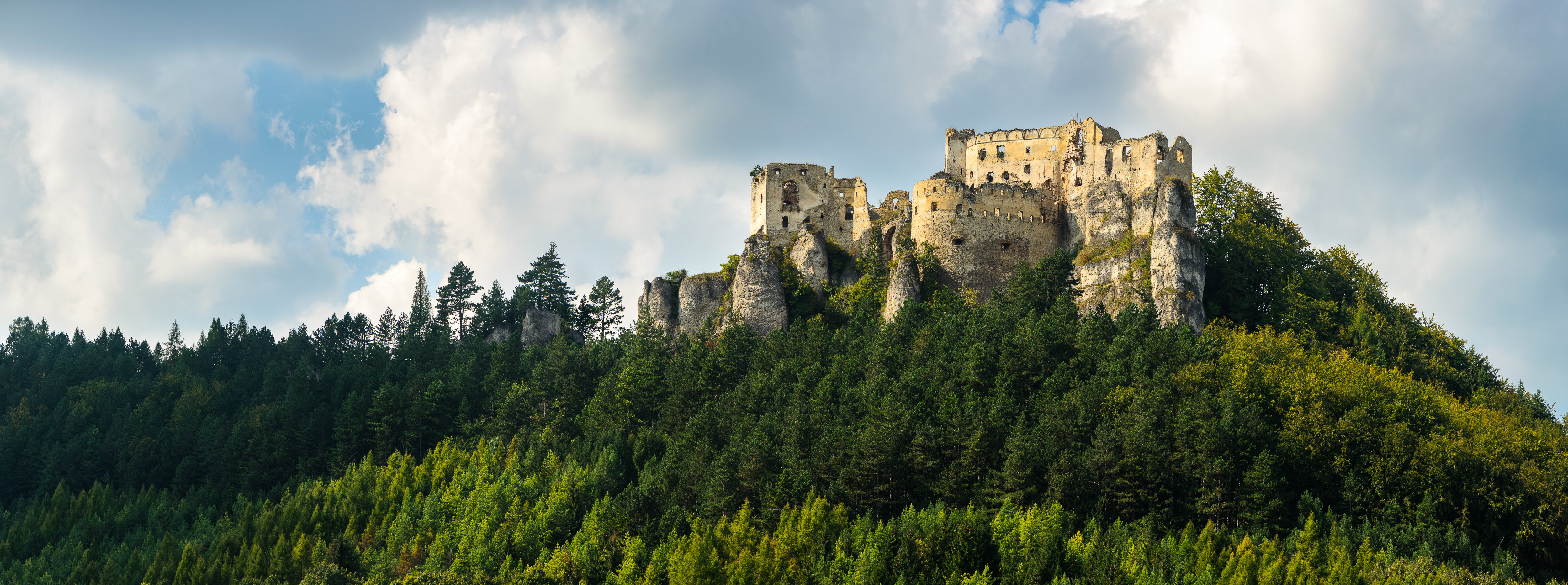
Lietavský hrad

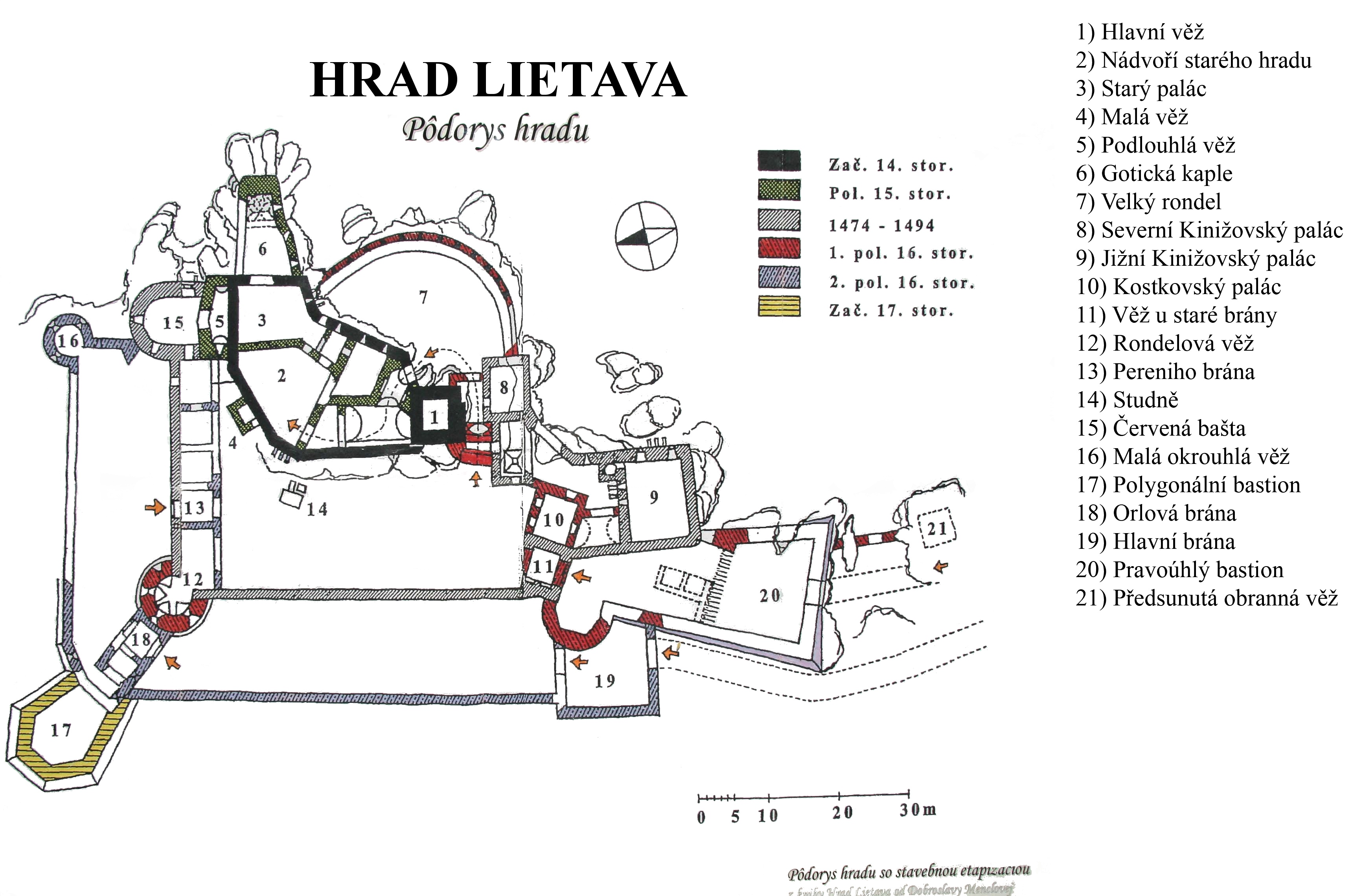
Půdorys Lietavského hradu

Hrad byl postaven po roce 1241 pravděpodobně jako administrativní a vojenské středisko. V letech 1300–1321 je dáván do souvislosti s Matúšem Čákem. Koncem 14. století patřil králi Zikmundovi Lucemburskému, v letech 1475–1494 pak Pavlovi Kinižimu, který zde prováděl větší stavební úpravy. Opravil opevnění prvního předhradí a velkou obytnou věž, jakož i vstupní věžovou bránu. 
Počátkem 16. století hrad získal Mikuláš Kostka, jehož dceru Barboru si vzal za manželku František Thurzo. Nový majitel hradu opevnil další, druhé předhradí a opravil existující budovy; z nich víceré ukončil obloukovou atikou podle nového výtvarného směru renesance. Z roku 1530 pochází zpráva, že se na hradě zdržovala početná vojenská posádka – 285 žoldnéřů, kteří si zde sami vyráběli i střelný prach. V roce 1604 se počet vojáků zmenšil na dvanáct. Po smrti Imricha Thurza (1621) bylo zdejší panství rozděleno mezi dědice, kteří nějakou dobu hrad společně udržovali. V roce 1641 v důsledku majetkových sporů ztratili o areál zájem; hrad v první polovině 17. století patřil komposesorátu.
Popis hradu z roku 1698 uvádí, že není obýván a nachází se zde jen archiv; ten byl nakonec v letech 1760–70 převezen na Oravský hrad. Lietavský hrad už poté nebyl využíván ani udržován, a tak postupně chátral. V letech 1870–1873 zdejší majetky vlastnil baron Popper.

## Exteriér
Jádro hradu tvořila velká hranolová věž, situovaná čelem k šiji přístupového hřebene. Severně od ní se nacházelo opevněné nádvoří horního hradu s palácem a dalšími objekty. Hradní opevnění kopírovalo členitý tvar zdejšího terénu. Na jeho východní straně byla umístěna gotická kaple. Hradní jádro obklopuje první velké předhradí na severu a na západě. Přístupné bylo skrz hranolovitou vstupní věž s bránou. Na jihovýchodě od ní stojí velká obytná budova s oblým nárožím s kamenným rámováním a reliéfem erbu. Na severozápadním nároží byla vystavěna velká okrouhlá bašta a na severovýchodní straně pak válcovitá věž. Na tomto nádvoří se nacházely obytné a hospodářské budovy. Druhé předhradí chránilo areál od severu a západu. Přístupné bylo další velkou hranolovitou věží s padacím mostem; jeho bezpečnost zvyšoval i hradní příkop. Předhradí dále zpevňovala polygonální bašta (severozápad) a oblá věž (severovýchod).

## Současný stav
Hrad se vypíná nad zdejší krajinou a je z něho pěkný výhled do okolí. Hradní zdi jednotlivých objektů stojí dodnes a tyčí se do značné výšky. Mají zachované otvory oken, případně vstupy a architektonické detaily, kamenné profilované konzoly bývalého arkýře, obloučkové atiky, dělové a klíčové střílny, místy i části profilovaných ostění. V prostorách bývalé kapličky se dochovaly náběhy kamenných gotických žeber a na některých zdech zbytky omítek. O alespoň částečnou sanaci a konzervaci zbytků hradu se pokouší občanské sdružení, které v roce 2008 získalo hrad do svého vlastnictví.
V roce 2009 byl hrad zapsán na seznam nejohroženějších památek na světe pro rok 2010, který vydává americký Světový památkový fond.

## Galerie

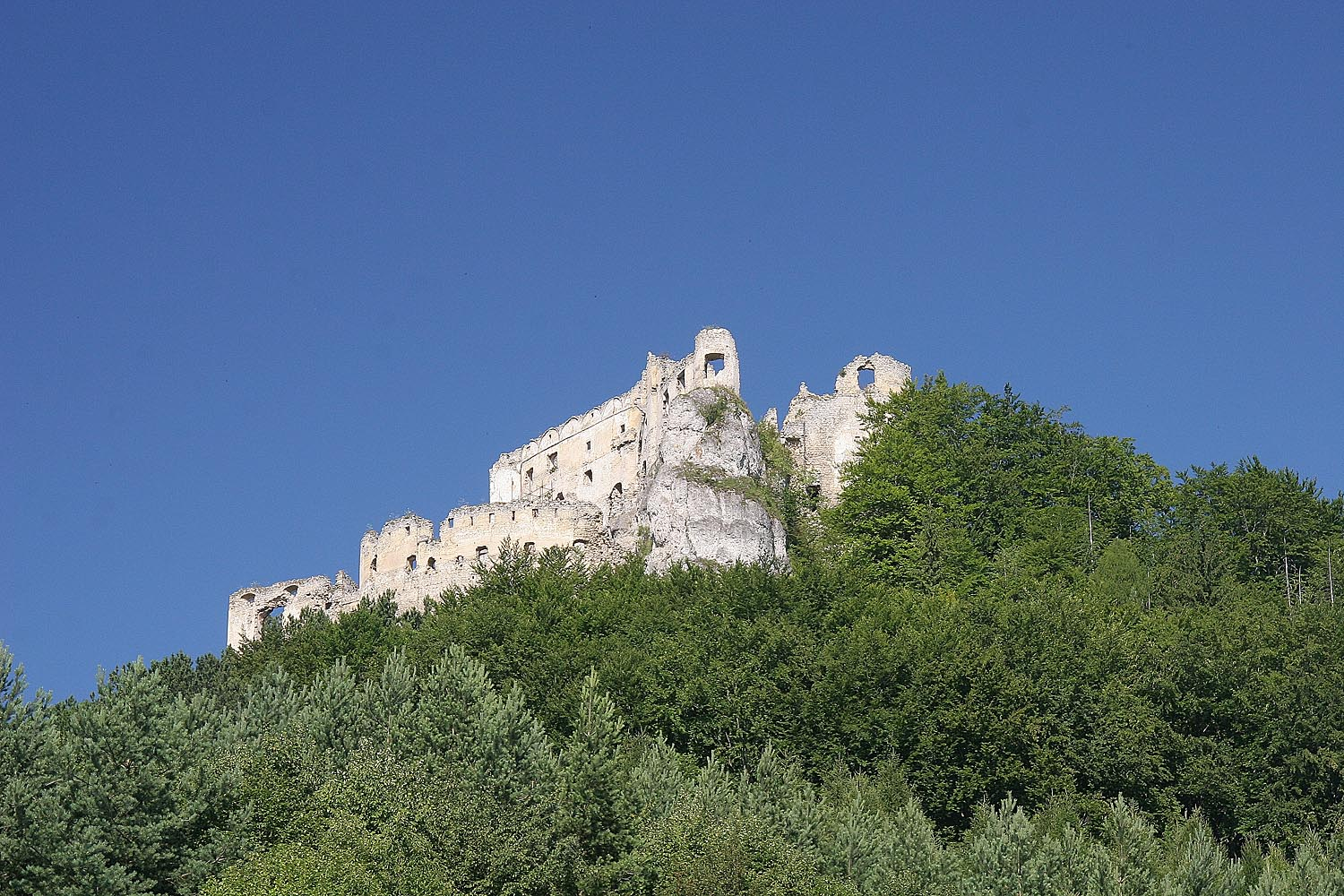
Pohled na hrad Lietava z cesty od Majeru
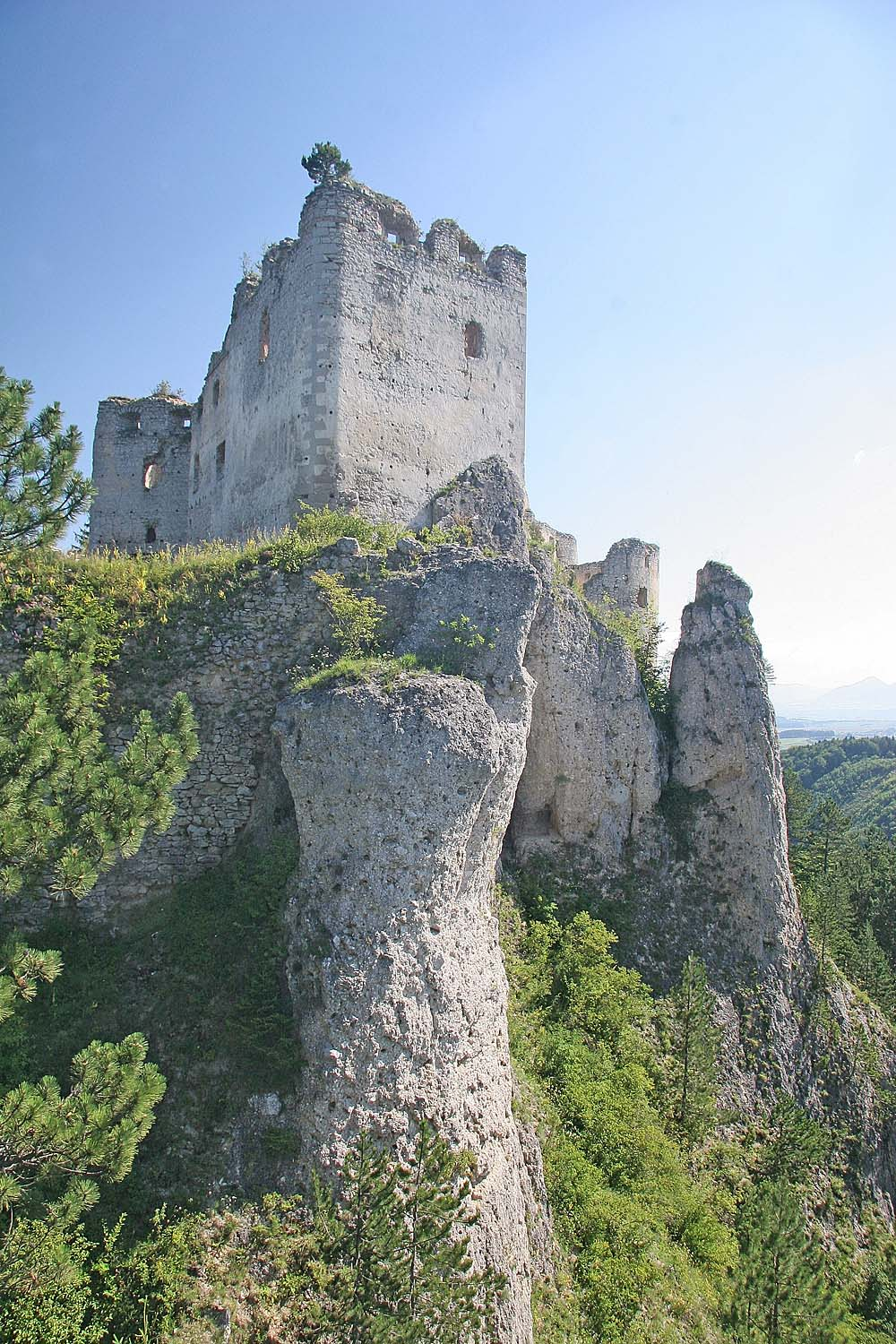
Střední Kinižovský palác
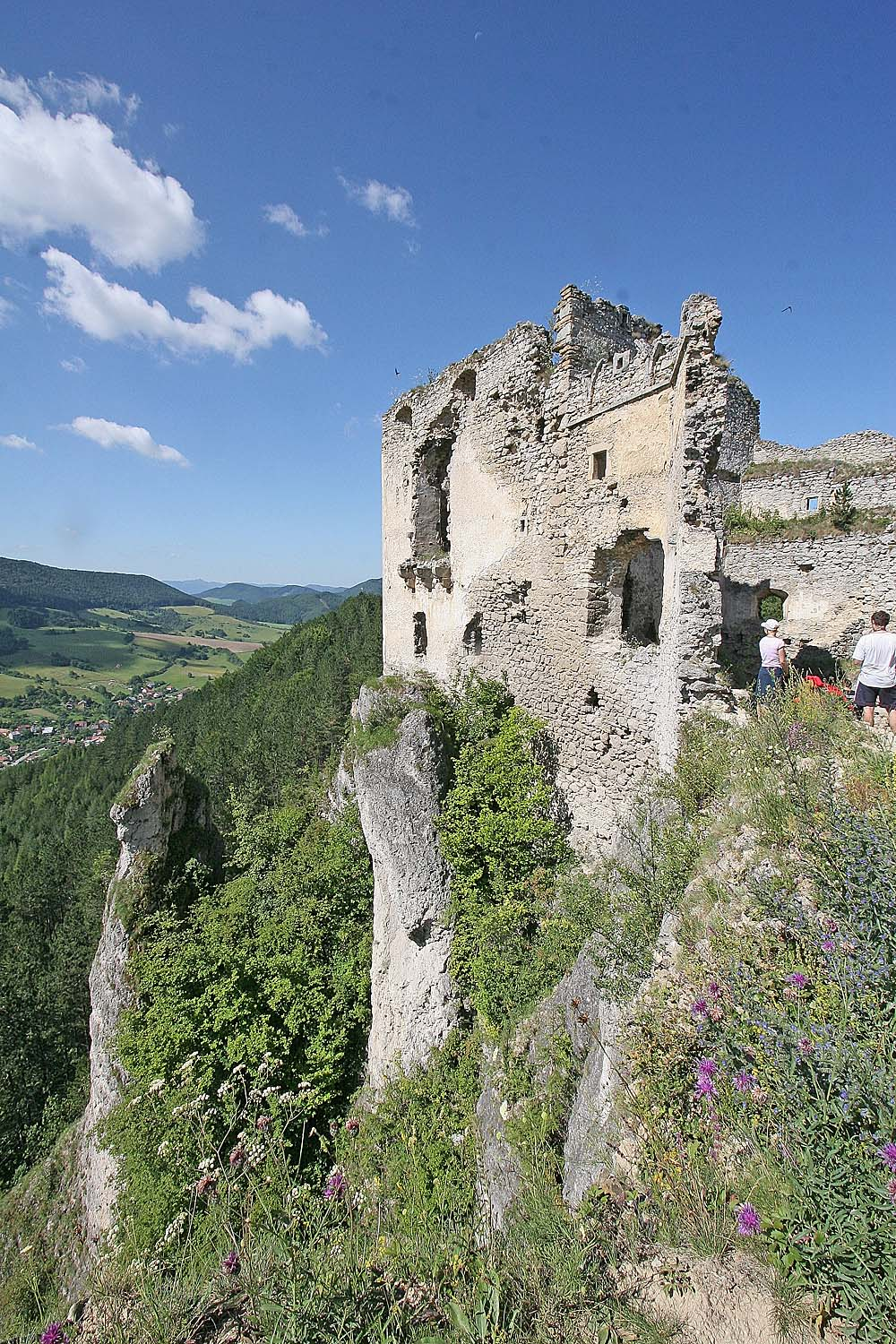
Střední Kinižovský palác
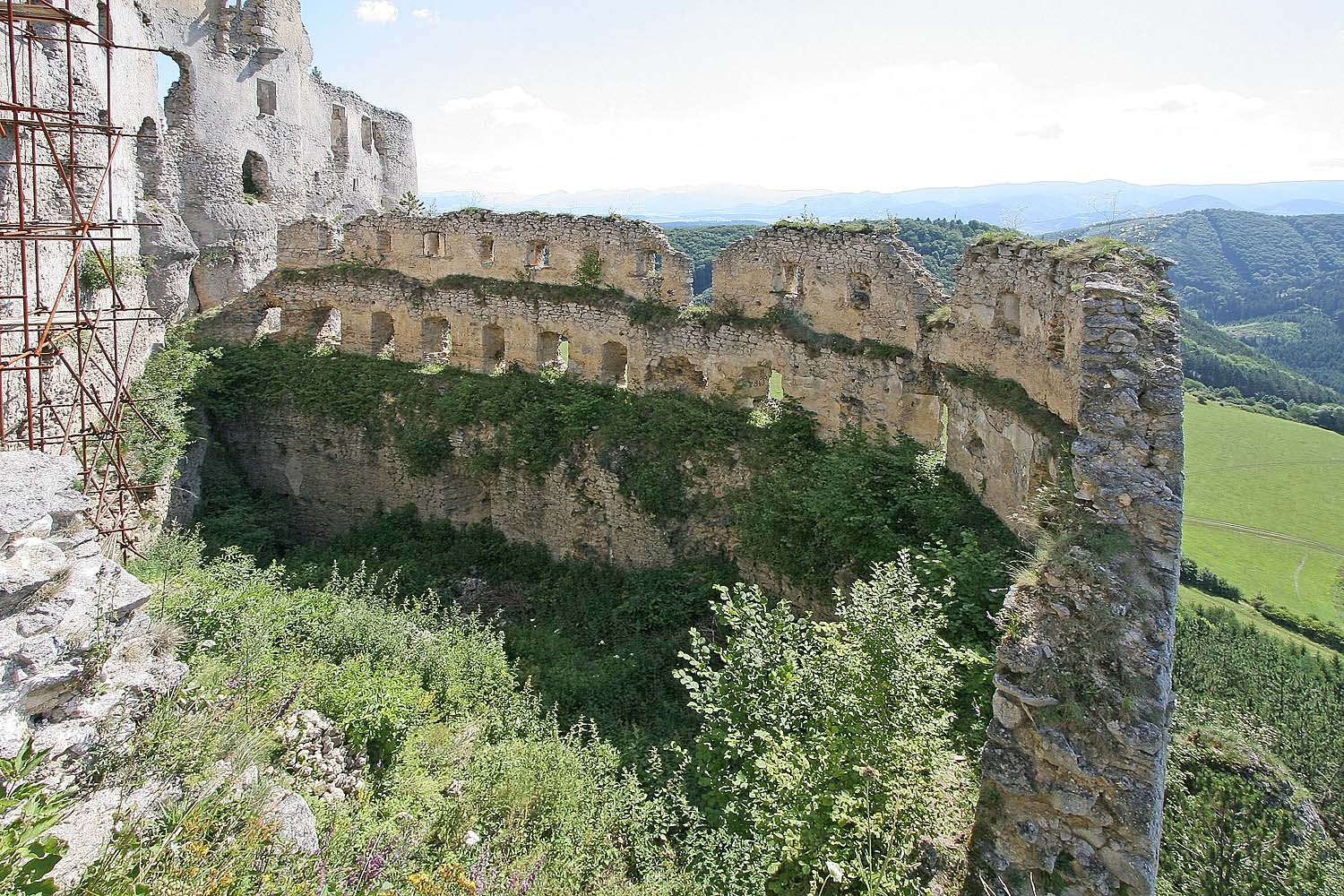
Rondel
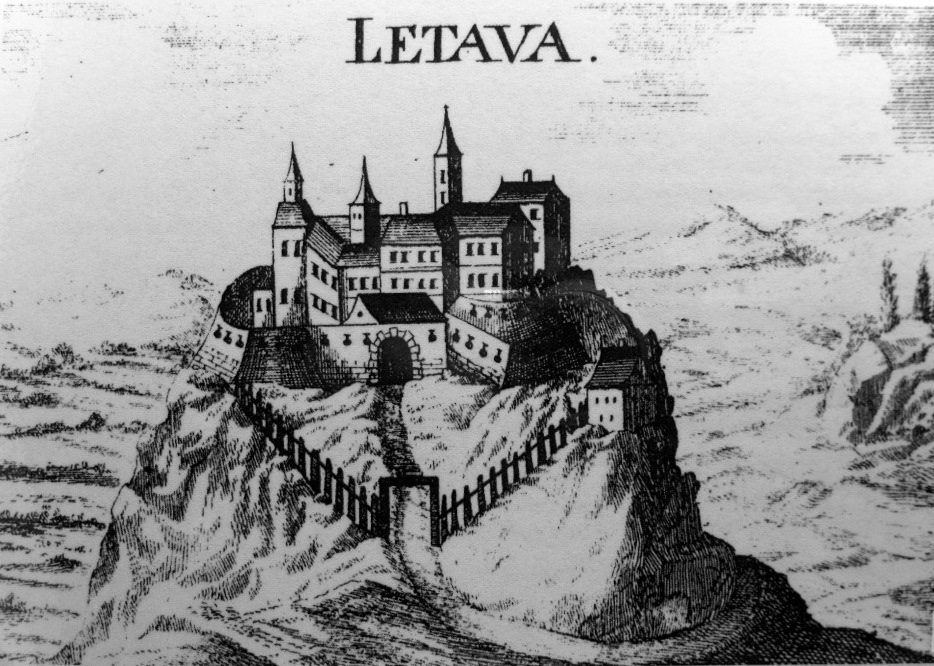
Mědirytina hradu z druhé poloviny 17. století